# Celonites pictus
Celonites pictus är en stekelart som beskrevs av Richards 1962. Celonites pictus ingår i släktet Celonites och familjen Masaridae. Utöver nominatformen finns också underarten C. p. rufiventris.